# 過感受性精神病
過感受性精神病（かかんじゅせいせいしんびょう、supersensitivity psychosis）とは、多剤大量や高用量の抗精神病薬の投与によって、薬の作用に対する耐性が形成された状態であり、大量の抗精神病薬によってドーパミンD2受容体が上方制御され、抗精神病薬の減量や中断によってすぐに悪化した精神病が見られることが特徴である。
より多くの抗精神病薬を必要とする状態となり、抗精神病薬の減量により精神病症状が再燃しやすい。過感受性精神病と遅発性ジスキネジアはよく併発する。過感受性精神病は基礎疾患とは関係なく生じることもあり、抗精神病薬の中止や減量における離脱時の症状として生じ誤診される恐れがある。
統合失調症が慢性化し治療抵抗性となる原因として抗精神病薬の多剤大量投与が指摘されており、適正な抗精神病薬の使用が要求されている。
このため、2014年には多剤で処方した際の診療報酬が改定されることとなった。伴って、安易に減薬された場合の急激な症状の悪化に懸念の声が上がっている。臨床研究によれば、症状を悪化させることなく減量する適切な減薬方法は、時間をかけて徐々に減量するということである。

## 多剤大量からの減量
厚生労働省自殺・うつ病等対策プロジェクトチームにより「統合失調症に対する抗精神病薬多剤処方の是正に関するガイドライン」の策定が計画され、2013年10月には、実際の減薬研究に基づき、SCAP法という薬剤を変更することなく徐々に時間をかけて減らしていく方法を用いたガイドラインが公開された。入院患者では、根拠がないにもかかわらず3剤以上の抗精神病薬が用いられているケースが42.1％あり、減薬が困難とされていた。このSCAP法は、クロルプロマジンに換算して、1日あたりクロルプロマジンに換算して1000mgから2000mgに該当する場合に適しており、3か月から6カ月かけて少量ずつ減薬する方法である。2000mgを超える場合も減薬の事例がないわけではなく、先に1000mgから1500mgを目標にすると副作用が大きく改善される場合があることが示されている。
抗精神病薬の適正量はクロルプロマジンに換算して600mg前後とみられており、1000mg以上の大量投薬の是正が目標とされている。特に低力価の抗精神病薬では、抗コリン作用の離脱症状により、不眠、不穏、パーキンソン症状、悪性症候群、また症状の再燃に注意が必要である。1週間当たりクロルプロマジン換算で50mgのようなゆっくりの減量により、副作用や症状に対応しやすく、1年で1000mg以上の減量も可能である。SCAP法においては、週あたりの減量はクロルプロマジン換算にして、高力価の薬剤で50mg、低力価の薬剤で25mgまでとしている。
過感受性精神病は薬の減量と共に、つまり離脱症状として出現する精神症状の悪化であり、しばらくのちに症状が再燃する症状の再発とは異なる。
抗パーキンソン病薬は多剤大量処方による錐体外路症状に対して用いられているが、これにも離脱症状があるため抗精神病薬の調整が済んでから4週間ほどかけて減薬する。多剤大量処方を是正している他の医師によれば、致命的な悪性症候群の危険性を避けるため、抗精神病薬が1剤になった時点で取りかかる。